# 长囊薹草
长囊薹草（学名：Carex harlandii）是莎草科薹草属的植物，是中国的特有植物。分布在中国大陆的福建、浙江、广东、湖北、广西、江西等地，生长于海拔600米至1,200米的地区，常生于溪边湿地、灌木丛中、岩石上、林下以及山坡草地，目前尚未由人工引种栽培。

## 异名
- Carex harlandii Boott var. liuguensis S. Y. Liang et D. Y. Liu